# Otton de Basse-Lotharingie
Otton de Basse-Lotharingie, né vers 970, mort en 1012, est un duc de Basse-Lotharingie, fils de Charles de Basse-Lotharingie et de sa première épouse, une fille de Robert de Vermandois, comte de Meaux et de Troyes.

## Biographie
Son père lui confie en 987 la régence du duché de Basse-Lotharingie, alors qu'il part combattre Hugues Capet pour faire valoir ses droits au trône de France. Mais Charles est vaincu en 991 et meurt peu après, emprisonné à Orléans.
En 1002, à la mort de l'empereur Otton III, il fait partie des grands qui accompagnent sa dépouille d'Italie vers Aix-la-Chapelle.
Selon Christian Settipani et Hervé Pinoteau, Otton de Basse-Lotharingie est le père d'Ermengarde,, épouse d'Albert Ier de Namur, mais cette dernière est aussi parfois considérée comme la fille de Charles de Basse-Lotharingie.
Bien que les Chronica de Sigebert de Gembloux le disent mort en 1005, il semble avoir vécu jusqu'en 1013/1014, date où apparaît Godefroy II de Verdun, son successeur en Basse-Lotharingie.
Il est l'un des derniers des Carolingiens mâles issus de Louis le Pieux, le troisième fils de Charlemagne. Après la mort de son frère Louis de Basse-Lotharingie,, les Carolingiens ne sont plus représentés que par les Herbertiens de Vermandois, issus de Bernard, fils illégitime de Pépin, le second fils de Charlemagne, issu de Hildegarde de Vintzgau.